# Betacixius fuscus
Betacixius fuscus är en insektsart som beskrevs av Tsaur 1991. Betacixius fuscus ingår i släktet Betacixius och familjen kilstritar. Inga underarter finns listade i Catalogue of Life.